# Marcel Stürmer
Marcel Ruschel Stürmer (Lajeado, 27 de julho de 1985) é um patinador artístico brasileiro.
É considerado o mais importante patinador da história do país, dado o número de títulos acumulados durante a carreira.

## Trajetória esportiva
Marcel começou a patinar aos seis anos de idade, em sua cidade natal. O sucesso veio cedo; aos 11 anos Marcel tornou-se campeão sul-americano. A dedicação do jovem patinador chamou a atenção de técnicos estrangeiros e, com 16 anos, Marcel foi convidado por uma treinadora estadunidense para morar na cidade de San Antonio, no Texas.
Conquistou por quatro vezes a medalha de ouro em Jogos Pan-Americanos: em Santo Domingo 2003, Rio 2007, Guadalajara 2011 e Toronto 2015.
Foi quinze vezes campeão brasileiro da modalidade. Foi campeão da Copa da Alemanha de 2008.
Em 2013, fez história ao ganhar a medalha de ouro nos Jogos Mundiais de 2013; ele venceu a prova apresentando uma nova coreografia, baseada no filme Rio.
| “ | "Finalmente chegou o meu dia. Quando eu tinha sete anos de idade, depois da primeira competição que disputei, fiz uma promessa que venceria um título mundial. Depois de muita luta, treinamento, entrega, eu consegui. É a realização de um sonho e bem no dia do meu aniversário. Poder dizer que sou o melhor do mundo atualmente é extremamente gratificante e um orgulho para o Brasil." | ” |

## Televisão
Em 2017, Stürmer foi um dos vinte participantes a disputar o reality show de resistência física Exathlon Brasil, da Rede Bandeirantes, terminando como vencedor da temporada e conquistando o prêmio de 350 mil reais.
Em 2018, no SporTV, atuou como comentarista das provas de patinação dos Jogos Olímpicos de Inverno.